# Jean Wagner (Fußballspieler)
Jean Wagner (* 3. Dezember 1969 in Luxemburg) ist ein ehemaliger luxemburgischer Fußballspieler.

## Karriere

### Verein
Wagner spielte zwischen 1989 und 2005 für Jeunesse Esch. Mit diesem Klub gewann er sechs luxemburgische Meisterschaften und wurde dreimal Pokalsieger. Von 2006 bis 2010 war er für den FC Differdingen 03 im Einsatz, mit dem er zum Abschluss seiner aktiven Laufbahn den nationalen Pokal gewann. Während seiner Karriere absolvierte Wagner 403 Spiele in der höchsten luxemburgischen Spielklasse.
International bestritt er für beide Vereine insgesamt je sechs Spiele in der UEFA Champions League und im UEFA-Cup sowie zwei Spiele im Europapokal der Pokalsieger und im UEFA Intertoto Cup.

### Nationalmannschaft
Wagner spielte in den Jahren 2007 und 2008 siebenmal für die luxemburgische Nationalmannschaft. In diesen Partien blieb er ohne Torerfolg.  Sein Debüt feierte er im Alter von fast 38 Jahren am 13. Oktober 2007 beim 1:0-Sieg gegen Belarus. Es war seit 1995 der erste Sieg einer luxemburgischen Fußballnationalmannschaft in einer EM-Qualifikation.

## Erfolge
- Luxemburgischer Meister: 1995, 1996, 1997, 1998,  1999 und 2004
- Luxemburgischer Pokalsieger: 1997, 1999, 2000 und 2010